# Le Huitième Jour (roman)
Pour les articles homonymes, voir Le Huitième Jour.
Le Huitième Jour est le dixième roman de la femme de lettres canadienne Antonine Maillet paru aux éditions Leméac en 1986.